# Église sous les cloches

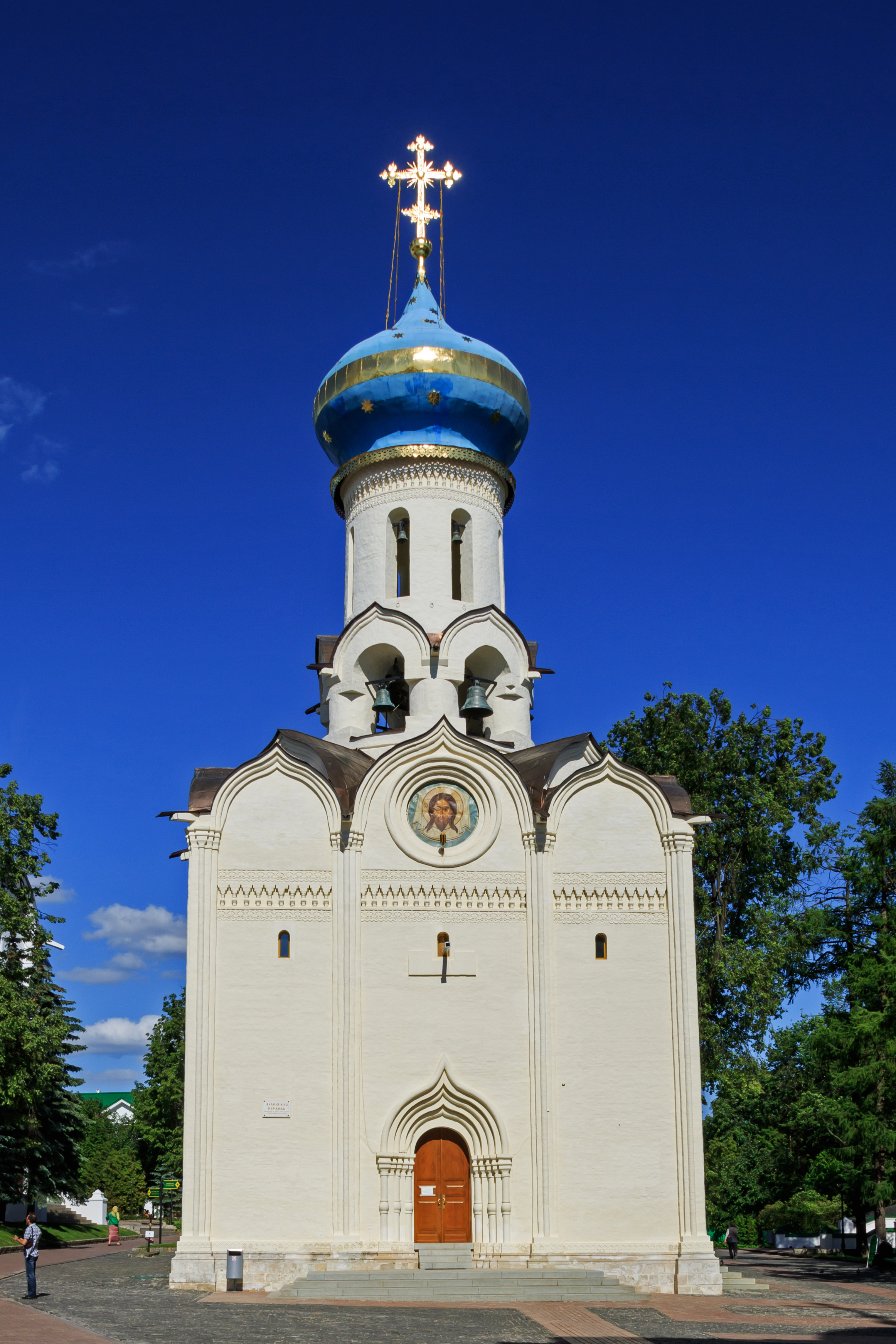
Église du Saint-Esprit ou de la Pentecôte de la Laure de la Trinité Saint-Serge, 1476.

Une église sous les cloches (en russe : Иже под колоколы "ij́é pod kolokoly", c'est-à-dire : qui est sous les cloches) ou église-clocher est une église dont le type architectural est caractérisé par le fait que sa nef est construite directement sous les cloches. L'étage où les cloches sont accrochées pour sonner se trouvant directement au-dessus de la nef et non dans un clocher ou un tambour plus élevé ou encore dans un campanile situé à côté de l'église. 

## Caractéristiques et exemples
C'est un type architectural assez répandu dans l'architecture de la fin du XVe siècle, première moitié du XVIe siècle,,. Ce sont des constructions originales dans la Rus' ancienne, qui n'ont pas d'équivalent en Europe de l'Ouest. Il existe une grande variété de solutions architecturales pour réaliser de telles églises mais il s'agit le plus souvent de petits édifices.
Des églises de ce type sont apparues dans la Rus' du XIVe siècle. On suppose que la première structure de ce type est l'église Johanna Lestvitchnika au Kremlin de Moscou. Elle est élevée à l'époque du principat d'Ivan Ier Kalita en 1329 et n'a pas été conservée. À l'est de son emplacement a été construit le Clocher d'Ivan le Grand.
Parmi les édifices les plus intéressants de ce type, il faut citer l'église du Saint-Esprit (ou de la Pentecôte) de la Laure de la Trinité-Saint-Serge élevée en 1476.
Au Kremlin de Moscou, l'architecte Bon Friazine construit en 1508 le Clocher d'Ivan le Grand qui est une variante d'église-clocher. Il est fait d'octaèdres posés les uns sur les autres sur trois étages, dont chacun comprend sur ses huit côtés une niche qui abrite une cloche.
Plusieurs autres églises de ce type ont été construites dans le style baroque Narychkine.

## Exemples d'«ijé sous les cloches»
- Église de l'Intercession-de-la-Vierge (Fili) (17 s.)
- Monastère Spasso-Kamenni
- Église du Sauveur à Oubory